# مسنيط
بلدية مَسَّنِيط (بالإسبانية: Massanet de la Selva ماسانيت دي لا سيلفا ) هي بلدية تقع في مقاطعة جرندة التابعة لمنطقة قطلونية شمال شرق إسبانيا.

## الديموغرافيا
بلغ عدد سكان بلدية مسنيط 7.099 نسمة عام 2011 (وفقاً للمعهد الوطني الإسباني للإحصاء).
| 3.263 | 3.672 | 4.194 | 5.354 | 6.254 | 6.871 | 7.099 |